# 1056년

## 연호
- 북송(北宋) 지화(至和) 3년 / 가우(嘉祐) 원년
- 요(遼) 청녕(淸寧) 2년
- 일본(日本) 덴기(天喜) 4년
- 서하(西夏) 복성승도(福聖承道) 4년
- 리 왕조(李朝) 롱투이타이빈(龍瑞太平) 3년

## 기년
- 고려(高麗) 문종(文宗) 10년
- 북송(北宋) 인종(仁宗) 34년
- 요(遼) 도종(道宗) 2년
- 서하(西夏) 의종(毅宗) 8년
- 리 왕조(李朝) 성종(聖宗) 3년

## 사망
- 10월 5일 - 신성로마제국의 하인리히 3세, 잘리어 왕가 출신의 신성 로마 제국 황제.